# Angelo Amato
Angelo Amato, född 8 juni 1938 i Molfetta, Apulien, död 31 december 2024 i Rom, var en italiensk kardinal och ärkebiskop i romersk-katolska kyrkan. Han tillhörde salesianorden. Amato var sekreterare vid troskongregationen från 2002 till 2008 och prefekt för kongregationen för helgonförklaringar från 2008 till 2018.